# Villa Barbaro
Villa Barbaro, također poznata i kao Villa di Maser, je velika vila smještena u gradu Maser u sjevernoj talijanskoj regiji Veneto. Dizajnirao ju je i sagradio talijanski arhitekt Andrea Palladio, freskama oslikao Paolo Veronese, a statute za nju izradio je Alessandro Vittoria. Naručitelji vile bili su Daniele Barbaro, akvilejski patrijarh i mletački veleposlanik na dvoru engleske kraljice Elizabete I., te njegov brat Marcantonio, koji je služio kao ambasador na dvoru francuskog kralja Karla IX. Vilu je UNESCO godine 1996. stavio na popis lokaliteta Svjetske baštine u Italiji. Otvorena je za posjetitelje.

## Vanjske poveznice
- Službene internet stranice (engl.)
- Detalji Villa Barbaro s biblografijom CISA - Međunarodnog središta za istraživanje arhitekture Andrea Palladio (engl.), (tal.)